# أليس النيل
أليس النيل (بالإنجليزية: Alice Neel)‏ (و. 1900 – 1984 م) هي رسامة من الولايات المتحدة الأمريكية .

## روابط خارجية
- أليس النيل على موقع IMDb (الإنجليزية)
- أليس النيل على موقع الموسوعة البريطانية (الإنجليزية)
- أليس النيل على موقع قاعدة بيانات الفيلم (الإنجليزية)